# Ilves FS
L'Ilves FS è una squadra di calcio a 5 finlandese con sede a Tampere. Si tratta della squadra più titolata del paese avendo vinto otto campionati nazionali e quattro Coppe di Finlandia.

## Storia
La società è stata fondata nel 1992 come squadra di calcio e si chiamava "Duck Park Rangers FC". Nel 1997, con l'istitutizione del campionato nazionale di calcio a 5, la società si è convertita al calcio a 5, partecipando fin dall'inizio alla massima serie. L'attuale denominazione è stata assunta nel 2002 in seguito all'affiliazione della squadra alla polisportiva "Tampereen Ilves".

## Rosa 2008-2009
| N. |                      | Ruolo | Calciatore          |
| -- | -------------------- | ----- | ------------------- |
| 1  | Finlandia (bandiera) | P     | Tuomas Kallioinen   |
| 2  | Finlandia (bandiera) | G     | Mika Tuuri          |
| 5  | Finlandia (bandiera) | G     | Petteri Saukoniemi  |
| 6  | Finlandia (bandiera) | G     | Tero Nieminen       |
| 7  | Finlandia (bandiera) | G     | Juha-Pekka Torvinen |
| 8  | Finlandia (bandiera) | G     | Teemu Alatalo       |
| 9  | Finlandia (bandiera) | G     | Otto Plym           |
| 10 | Finlandia (bandiera) | G     | Matti Anttonen      |
| 11 | Finlandia (bandiera) | G     | Petteri Pulkkinen   |
| 12 | Finlandia (bandiera) | G     | Ville-Matti Luode   |
| 13 | Finlandia (bandiera) | G     | Juho Laine          |

| N. |                      | Ruolo | Calciatore           |
| -- | -------------------- | ----- | -------------------- |
| 14 | Finlandia (bandiera) | G     | Janne Mertanen       |
| 16 | Finlandia (bandiera) | G     | Sami Kokkonen        |
| 17 | Finlandia (bandiera) | G     | Jarno Majamaa        |
| 18 | Finlandia (bandiera) | G     | Antti Teittinen      |
| 19 | Finlandia (bandiera) | G     | Olli-Pekka Toikkonen |
| 20 | Finlandia (bandiera) | G     | Timo Inapshba        |
| 21 | Finlandia (bandiera) | P     | Tuukka Malkki        |
| 22 | Finlandia (bandiera) | G     | Tommi Nieminen       |
| 23 | Finlandia (bandiera) | P     | Juha Ristimäki       |
| -  | Finlandia (bandiera) | P     | Jani Nyblom          |

## Palmarès
- Campionato finlandese: 8: 
2003-2004, 2004-2005, 2006-2007, 2009-2010, 2010-2011, 2011-2012, 2012-2013, 2013-2014
- Coppa di Finlandia: 4
2005-2006, 2010, 2011, 2014-2015